# Virus (Iron Maiden-dal)
A Virus az Iron Maiden brit heavy metal együttes 1996-ban megjelent kislemezes dala, melyet ezen kívül csak a Best of the Beast című válogatásalbum limitált kiadásán adtak ki bónuszként, így nem szerepel egyetlen Iron Maiden stúdióalbumon sem. A kislemez a brit slágerlistán a 16. helyet szerezte meg.

## Története
Az Iron Maiden két évtizedes pályafutását összegző Best of the Beast válogatásalbum limitált kiadásához egy új dalt is rögzített az együttes. A Virus című dalban szinte a teljes zenekar, Nicko McBrain dobost leszámítva, részt vett szerzőként. A dalszöveg a társadalmi betegségekre figyelmeztet, az elidegenedésre. A minimál stílusú videóklipben az együttes a négy fal közé zárva adja elő a dalt. A kislemezt három héttel a válogatásalbum megjelenése előtt, szeptember 2-án adták ki.
A 12"-es maxi-single hanglemezre a legfrissebb Iron Maiden-dal mellé az 1978-ban rögzített The Soundhouse Tapes demóról került fel két tétel (Prowler, Invasion). A CD változat két különböző számlistával is megjelent egy boxsetben. Az egyiken szintén két régi felvétel szerepel a címadó dal után, a brit heavy metal új hulláma (NWOBHM) legígéretesebb zenekarait felvonultató, 1980-as Metal for Muthas válogatásról a Sanctuary és a Wrathchild című Iron Maiden-számok. A másik CD-kiadásra a Virus alig négypercesre rövidített változata, valamint az év elején a Lord of the Flies kislemezen már megjelent The Who és UFO feldolgozások kerültek. Mivel a Lord of the Flies kislemez Angliában hivatalosan nem került kiadásra, így tették elérhetővé a brit rajongók számára is ezeket a dalokat.
Mindhárom maxi-single eltérő borítóval került a lemezboltokba. A Virus három hétig szerepelt a brit slágerlistán, legjobb pozíciója a 16. hely volt.

## Számlista
12" Maxi-Single 
1. Virus (Blaze Bayley, Dave Murray, Janick Gers, Steve Harris) – 6:14
2. Prowler (The Soundhouse Tapes, 1979) (Harris) – 4:20
3. Invasion (The Soundhouse Tapes, 1979) (Harris) – 3:07

Box Set – CD 1 
1. Virus (rövid változat) (Bayley, Murray, Gers, Harris) – 3:54
2. My Generation (Pete Townshend; The Who-feldolgozás) – 3:36
3. Doctor Doctor (Michael Schenker, Phil Mogg; UFO-feldolgozás) – 4:49

Box Set – CD 2 
1. Virus (Bayley, Murray, Gers, Harris) – 6:14
2. Sanctuary (Metal for Muthas, 1980) (Harris) – 3:33
3. Wrathchild (Metal for Muthas, 1980) (Harris) – 3:06

## Közreműködők
| Iron Maiden (1996) - Blaze Bayley – ének - Dave Murray – gitár - Janick Gers – gitár - Steve Harris – basszusgitár - Nicko McBrain – dobok | The Soundhouse Tapes (1979) - Paul Di’Anno - ének - Dave Murray - gitár - Steve Harris - basszusgitár - Doug Sampson - dobok | Metal for Muthas (1980) - Paul Di’Anno – ének - Dave Murray – gitár - Tony Parsons – gitár - Steve Harris – basszusgitár - Doug Sampson - dobok |